# Величківка (річка)
Вели́чківка —  річка в Полтавській області, права притока річки Лютенька